# ریتز ویل (واشینگتن)
ریتز ویل (به انگلیسی: Ritzville) شهری در شهرستان آدامز، ایالت واشینگتن است که در سرشماری سال ۲۰۱۰ میلادی، ۱۶۷۳ نفر جمعیت داشته‌است.